# مخ (فرعون)
مخ یک فرعون است که در سنگ پالرمو به عنوان یک فرعون مصری ماقبل تاریخی که در مصر سفلی حکومت می کرد نام برده شده است. از آنجایی که هیچ مدرک دیگری دال بر وجود چنین حاکمی وجود ندارد، او ممکن است یک پادشاه افسانه ای باشد که از طریق سنت شفاهی حفظ شده است، یا حتی ممکن است کاملا ساختگی باشد.